# Charles Leong
Hon Chio "Charles" Leong (Zhuhai, 12 de setembro de 2001) é um automobilista macaense.

## Carreira

### Campeonato Europeu de Fórmula 3 da FIA
Em 2018, Leong competiu no Campeonato Europeu de Fórmula 3 da FIA pela equipe Hitech Bullfrog GP.

### Campeonato Asiático de Fórmula 3
Em 2019, Leong competiu no Campeonato Asiático de Fórmula 3 (atual Campeonato de Fórmula Regional Asiática) pela equipe BlackArts Racing Team.

### Campeonato de Fórmula 3 da FIA
Leong fez sua estreia no Campeonato de Fórmula 3 da FIA durante a oitava rodada da temporada de 2019, que foi disputada no Autódromo de Sóchi, pilotando para a equipe Jenzer Motorsport.